# Robert Cogoi
Robert Cogoi, (pravo ime Mirko Kogoj), belgijsko-slovenski pevec, * 25. oktober 1939, Châtelet, Belgija, † 14. maj 2022.
Leta 1964 je bil izbran za belgijskega predstavnika na devetem Evrovizijskem festivalu v Københavnu.
S pesmijo Près de ma rivière se je uvrstil na deseto mesto.
1982 je napisal uradno himno belgijske nogometne reprezentance Les Diables Rouges vont en Espagne za nastop na svetovnem prvenstvu v Španiji.
Bil je odlikovan z Viteškim redom belgijske krone.